# Frank W. Milburn

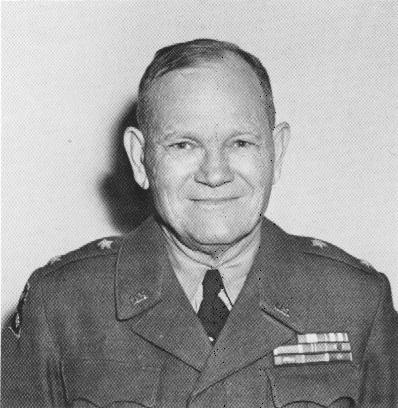
Frank W. Milburn um 1945

Frank William Milburn (* 11. Januar 1892 in Jasper, Indiana; † 25. Oktober 1962 in Missoula, Montana) war ein Generalleutnant der United States Army. Er war unter anderem Kommandeur fünf verschiedener Korps der US Army.
Frank Milburn war der Sohn von Richard M. Milburn (1865–1915) und dessen Frau Elizabeth Fowler (1865–1916). In den Jahren 1911 bis 1914 absolvierte er die United States Military Academy in West Point. Nach seinem dortigen Abschluss im Juni 1914 wurde er als Leutnant der Infanterie zugeteilt. Im US-Heer durchlief er anschließend alle Offiziersränge vom Leutnant bis zum Drei-Sterne-General. Er diente zunächst während des Ersten Weltkriegs in der Panamakanalzone und anschließend in den 1920er und 1930er Jahren in verschiedenen Infanterie-Einheiten der US Army.
Im Jahr 1933 absolvierte Milburn die Command and General Staff School in Fort Leavenworth in Kansas. Dieses Studium war eine Voraussetzung für angehende Kommandeure auf den höchsten militärischen Ebenen. In den Jahren 1940 bis 1941 war Milburn Stabsoffizier in der 8. Infanterie-Division und danach bis 1942 stellvertretender Kommandeur der 6. Infanterie-Division.
Im Verlauf des Zweiten Weltkriegs übernahm er wichtige Kommandostellen, zunächst in den Vereinigten Staaten und später auf dem europäischen Kriegsschauplatz. Zwischen August 1942 und Dezember 1943 kommandierte er die erstmals seit 1919 wieder aktivierte 83. Infanterie-Division. Allerdings war diese Division in jener Zeit noch nicht aktiv am Kriegsgeschehen beteiligt. Sie wurde erst nach Milburns Zeit als Kommandeur im April 1944 aus den Vereinigten Staaten nach England verlegt. Ab September 1942 bekleidete Milburn den Rang eines Generalmajors. Sein nächstes Kommando war das Kommando über das neu aufgestellte XXI. Corps. Diesen Posten bekleidete er bis 1945. Sein Korps wurde im Dezember 1943 in Camp Polk in Louisiana aufgestellt und Anfang 1945 nach Europa verlegt. Hier nahm er während der letzten Monate des Kriegs aktiv am Kampfgeschehen teil. Das Korps war Teil der damaligen 7. Armee unter dem Oberbefehl von Generalleutnant Alexander M. Patch. Das XXI. Corps unter Milburn war maßgeblich an der Zerschlagung des deutschen Brückenkopfs Elsass im Februar 1945 beteiligt.
Nach seinem im Juli 1945 endenden Kommando über das XXI. Corps übernahm Milburn im August und September 1945 temporär das XXIII. Corps der Besatzungstruppen in Deutschland und dann am 12. November 1945 als Nachfolger von Clarence R. Huebner das Kommando über das V. Corps. Dieses Kommando behielt er bis zum 6. Juni 1946. Danach übernahm er das Kommando über die 1. Infanterie-Division, die damals in Deutschland stationiert war. Dieses Kommando behielt er bis zum Mai 1949. In den Jahren 1949 und 1950 war der inzwischen zum Generalleutnant beförderte Milburn stellvertretender Oberbefehlshaber der 7. Armee. In den Monaten August und September 1950 führte er kurzzeitig das IX. Corps, dann übernahm er das Kommando über das I. Corps, das er zwischen dem 11. September 1950 und dem 18. Juli 1951 innehatte. Beide Korps waren im Koreakrieg eingesetzt. Das I. Corps war damals der 8. Armee unterstellt. Zwischen dem 23. und dem 25. Dezember 1950 war Milburn für drei Tage deren kommissarischer Befehlshaber. Nach seiner Zeit beim I. Corps war Milburn von 1951 bis 1952 in Fort Monroe in Virginia stationiert, wo er im Stab des Office of the Chief of Army Field Forces diente. Anschließend ging er in den Ruhestand.
In seinem Ruhestand war er für einige Zeit an der University of Montana als Leiter der Sportfakultät (Athletic Director) tätig. Er war mit Amanda M. Bamberger (1893–1952) verheiratet. Der Ehe entstammte der Sohn Frank William Milburn Jr. (1927–2011). Frank Milburn starb am 25. Oktober 1962 in Missoula und wurde auf dem dortigen Fort Missoula Cemetery beigesetzt.

## Orden und Auszeichnungen
Milburn erhielt im Lauf seiner militärischen Laufbahn unter anderem folgende Auszeichnungen:
- Army Distinguished Service Medal
- Silver Star (2×)
- Legion of Merit
- Bronze Star Medal
- World War I Victory Medal
- American Defense Service Medal
- American Campaign Medal
- European-African-Middle Eastern Campaign Medal
- World War II Victory Medal
- Army of Occupation
- National Defense Service Medal
- Korean Service Medal
- United Nations Service Medal
- Republic of Korea Presidential Unit Citation